# Bolgár Kulturális Intézet
A Bolgár Kulturális Intézet (bolgárul: Български Културен Институт) Budapesten 1936 óta működő kulturális szervezet, mely kezdetben egyetemi keretek között, majd 1952-től önálló intézményként, Bulgária Kulturális Minisztériuma fenntartásában működik (nem tévesztendő össze a Magyarországi Bolgárok Egyesülete által működtetett Bolgár Művelődési Házzal). Jelenleg – 1952 óta – az Andrássy út 7. szám alatt található.

## Története
Az intézet az akkori Pázmány Péter Tudományegyetem (ma: Eötvös Loránd Tudományegyetem) Szláv Tanszékének keretein belül alakult 1936. október 1-jén Fehér Géza régészprofesszor kezdeményezésére. Feladata az egyetem hallgatói bolgár nyelvtanulásának elősegítése, a bolgár kultúra megismertetése. Az első bolgár lektorátust 1938-ban a Tisza István Tudományegyetemen, majd 1939-ben a Pázmányon és a Műegyetemen szervezték meg. Az intézet az egyetemi hallgatókon kívül kapcsolatot tartott a magyarországi bolgárok szervezeteivel, így az Omurtag Kán Bolgár Diákegylettel, Magyar–Bolgár Társasággal és a Magyar Balkán Intézettel. Diákcseréket szervezett, Petar Urumov (Петър Урумов) akkoriban Magyarországon alkotó bolgár festőművész kiállításának megszervezésével az első önálló bolgár tárlatot nyitották meg, bolgár színdarab bemutatását segítette elő, valamint bolgár költők, írók antológiájának megjelentetését támogatta.  Az 1941-ben, Szófiában aláírt magyar–bolgár szellemi együttműködésről szóló egyezmény teremtette meg a hivatalos kereteket a Bolgár Kulturális Intézet és a Szófiai Magyar Kulturális Intézet működéséhez.
A második világháborút követően 1947-ben kötött ismét kulturális együttműködési egyezményt a két ország. Az intézet továbbra is működött, ekkor már az Andrássy út 48. szám alatt. bolgár vezetővel. 1952-ben az intézet kilépett az egyetemi keretek közül, szervezetileg is önálló lett, 1952. szeptember 26-án nyitotta meg új helyiségét az Andrássy út 7. szám alatt az akkori bolgár nagykövet Marko Temnjalov. 1965–66-ban fokozatosan vették birtokba az intézet mai, Andrássy út 14. szám alatti helyiségeit, de megmaradt a 7. szám alatti is, ahol bolgár népművészeti bolt nyílt. A rendszerváltást követően a korábbi szocialista népek barátságára épülő kapcsolatok meglazultak, az érdeklődés is megcsappant, a népművészeti boltot be kellett zárni, sőt, 1993-ban magát az intézetet is. 1995-ben végül sikerült megvásárolni az Andrássy út 14. szám alatti helyiséget, melyet az elhúzódó felújítási munkák miatt csak 1997. november 18-án adtak át ünnepélyes keretek között.
A két nép közti kulturális kapcsolatokról 2000 után is születtek kormányközi megállapodások, melyek érintették az intézet jogállását is. 2019-ben régi-új vezető, a 2003–2013 között már igazgatóként itt dolgozó Plamen Pejkov (Пламен Пейков) vette át az intézet irányítását. Ő a kapcsolatok továbbépítésén, elsősorban a felsőoktatási intézményekkel való nexus újraélesztésén, valamint a hazai kulturális intézményekkel való együttműködés fejlesztésén kíván dolgozni.

## Tevékenysége
Az intézmény képzőművészeti galériát tart fenn kiállítások számára, valamint rendszeresen oktatnak bolgár néptáncokat. 1936 óta működő könyvtára (előzetes bejelentkezést követően) látogatható. Számos, az intézmény székhelyén kívül zajló rendezvényt támogat vagy szervez. 1996 óta együttműködik az egyetlen Bulgárián kívüli hivatásos bolgár színházzal, a budapesti Malko Teatróval.

## Külső hivatkozások
- bolgarkultura.hu – Bolgári Kulturális Intézet
- bolgarok.hu – Bolgár Országos Önkormányzat